# سوینکی کنگت
سوینکی کنگت (انگلیسی: Sjinkie Knegt؛ زادهٔ ۵ ژوئیهٔ ۱۹۸۹) اسکیت‌باز سرعت اهل پادشاهی هلند است.